# Marnix Galle
Marnix Galle (Brussel, 22 juli 1963) is een Belgisch ondernemer. Hij is CEO en voorzitter van vastgoedgroep Immobel.

## Levensloop

### Familie
Marnix Galle is een zoon van SP-politicus Marc Galle (1930-2007) en taalkundige Elsa Dehennin (1932-2009). Hij was eerst gehuwd met Veerle Michiels, dochter van Willy Michiels, ondernemer en burgemeester van Haaltert. Vervolgens huwde hij met Michèle Sioen, CEO van Sioen Industries en oud-voorzitter van het VBO. Hij is vader van drie zonen.
Sinds oktober 2017 huurt het ondernemerspaar Galle-Sioen het Kasteel van Stuyvenberg nabij het Park van Laken in Laken. Het kasteel was tot haar overlijden in 2014 de woning van koningin Fabiola en wordt verhuurd door de Koninklijke Schenking.

### Carrière
Galle studeerde economie aan de Tulane University in de Verenigde Staten (1985). Van 1987 tot 1989 werkte hij als consultant bij Cegos. Vervolgens ging hij aan de slag in de vastgoedsector. In 1992 werd hij CEO van All Build en in 2001 richtte hij de vennootschap Allfin op. Allfin nam in 2014 een participatie van 29% in de vastgoedgroep Immobel. Galle nam de aandelen van de overleden Ronny Bruckner over en werd zo met Allfin referentieaandeelhouder van Immobel. Hij volgde in 2015 Paul Buysse als voorzitter van Immobel op. In 2016 fuseerden Allfin en Immobel. Galle is sindsdien CEO en voorzitter van de raad van bestuur van Immobel.
Hij is sinds juli 2020 voorzitter van Urban Land Institute Europe.